# Harfa laserowa

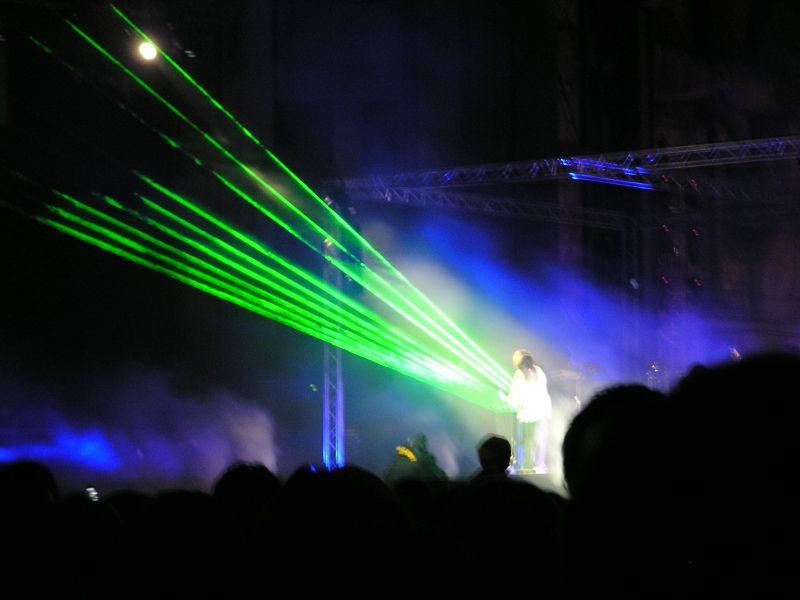
Harfa laserowa podczas koncertu Jarre’a w Gdańsku.

Harfa laserowa – instrument muzyczny należący do grupy instrumentów elektrooptycznych.
Skonstruowana przez Francuza polskiego pochodzenia – Bernarda Szajnera w kwietniu 1981 roku była początkowo dosyć niebezpieczna z powodu dużej mocy zastosowanego lasera. W celu uniknięcia obrażeń trzeba było założyć specjalne okulary i rękawiczki z azbestu. Obecnie do budowy harfy używa się przeważnie słabszych, bezpieczniejszych laserów. Harfa laserowa jest kontrolerem, i niepodłączona do syntezatora nie wyda dźwięku. W skład konstrukcji harfy wchodzą: generator wiązki, pryzmat rozpraszający, zespół fotorezystorów oraz sekcja MIDI.
Jest wykorzystywana głównie na koncertach. Używają jej m.in. Bernard Szajner, Jean Michel Jarre, Claude Lifante, Sebastien Pamart.
W 2008 roku Maurizio Carelli, włoski inżynier ds. programowania i elektroniki, wynalazł dla firmy Kromalaser przenośną harfę laserową, zwaną „KromaLASER KL-250”, której wiązka lasera miała moc jedynie 100 mW. Był to prototyp. Po tym doświadczeniu udoskonalił również ostateczną, mocniejszą wersję harfy laserowej zwanej „KromaLASER KL-450”. Urządzenie zawiera konfigurowalną pełną oktawę z zielonymi wiązkami dla dźwięków diatonicznych oraz z czerwonymi dla każdych chromatycznych dźwięków w skali diatonicznej oraz chromatycznej. W drugiej połowie 2010 roku wynalazł kolorową wersję tego urządzenia, w pełni „Plug and Play” oraz modele wolnostojące KromaLASER KL-PRO, z laserem o mocy 1 W, pracujące niezależne od światła dziennego. Wynalazł również skanery laserowe, obsługujące stację dysków ILDA. Używając również koloru niebieskiego wynalazł pierwszy kontroler wielokolorowej harfy laserowej KL-Kontrol (nazwa prototypu to KL-ILDA). Ta harfa zawiera czujnik (wynaleziony również przez Carellego), obojętny na światło dzienne i sztuczne.